# 嶺南教育機構
嶺南教育機構（英語：Lingnan Education Organization）是香港的一個基督新教辦學機構，亦是香港唯一一個開辦由幼兒教育至大學教育的辦學機構。機構於1960年代在香港註冊，其溯源於十九世紀末在廣州成立的格致書院。

## 歷史

### 背景
嶺南教育機構的辦學背景始於在十九世紀末於中國廣州成立的嶺南大學。
1888年，美國美北长老会海外差會決定在廣州創立的一所不隸屬於任何教派的基督新教學府，校址設在四牌樓忠賢街福音堂，名為「格致書院」，後更名為「嶺南學堂」。1904年，學堂遷入前一年教會所購之康樂園新址；1912年，學堂改稱「嶺南學校」；1916年，學校設立大學部；1927年，學校正式名為「嶺南大學」。

### 初期發展
嶺南教育機構在香港的歷史可追溯至1922年，當時廣州的嶺南大學鍾榮光校長委派了嶺南校友及老師司徒衛先生(亦是嶺南校徽設計者)到香港開辦分校，最先開辦了小學(即今天的嶺南小學)。及後香港淪陷，學校被迫停課。
第二次世界大戰抗戰期間，廣州淪陷。嶺南大學於1938年11月至1941年間，暫借香港大學上課。
香港重光後，於1946年開初中部（即今天的嶺南中學）。

### 植根香港
中华人民共和国成立後，於1952年實施高校院系調整，大量有宗教背景的高等院校被併入其他院校甚至停辦。在廣州的嶺南大學於1952年被併入中山大學，但嶺南機構在香港的辦學歷史並沒有因此停止，更於1954年設立高中部。1963年，嶺南中學增設英文部，與學校的中文部並行教育。
雖然廣州的嶺南大學被併入中山大學，但原廣州嶺南大學的一些重要人物，例如李應林，及其他在中國大陸被兼併的基督教大學，都有一些曾受高等教育的知識分子來到香港，在香港創立了崇基學院，它此後為香港中文大學三所創校成員書院之一。
1964年，嶺南大學香港同學會創辦了嶺南同學會小學，為在港的第二所嶺南系列小學。

### 開拓專上教育
1961年，「嶺南中學校董會」聯合「嶺南大學香港同學會」及「嶺南會所」組成了「嶺南教育擴展會」，為嶺南大學在香港復校而努力。它們於1967年落實在港復校的目標。由於當時政府不准民辦學校稱為大學，所以只能稱為「嶺南書院」。由於當時香港缺乏高等院校學額，書院正好為香港青年提供接受專上教育的機會。當時書院的校址位於香港島司徒拔道15號。因為政府在當時不認可民辦院校開辦學位課程，所以書院開辦初期只能提供一些預科及非學位課程。
1978年，嶺南書院接受香港政府提出的「二二一」學制建議，獲香港政府批准註冊為專上學院，並由港府提供資助，嶺南書院改名為「嶺南學院」。
1991年，嶺南學院通過香港學術評審局評審，獲大學及理工教育資助委員會資助，開辦資助學士學位課程。
1995年，嶺南學院遷入在屯門虎地的前船民禁閉營地皮興建的新校舍，並於1999年升格為嶺南大學。
嶺南大學雖然在1999年成為法定大學，政府在大學的行政具有主導權，但嶺南教育機構仍按《嶺南大學條例》，在嶺大校董會中佔一定席位，並在諮議會中佔多數席位。在嶺南大學現有架構中，嶺南教育機構在校董會有7位代表，而諮議會則有19位代表。

### 嶺南教育機構註冊
1950年3月13日，「嶺南教育機構」最先以擔保公司形式成立為本地有限公司，中文名稱為「嶺南中學有限公司」，英文名稱為“Lingnan Middle School Limited”，公司註冊編號0003035。
1969年1月29日，嶺南中學有限公司將中文名稱改為「嶺南教育機構」，英文名稱改為“Lingnan Education Organization Limited"。
2011年6月10日，嶺南教育機構向公司註冊處呈交「註冊辦事處地址更改通知書」，將原來註冊地址「司徒拔道東山台7號」（嶺南幼稚園所在），改為「中環德輔道中25號安樂園大廈12樓」(嶺南會所地址)，生效日期為2011年6月7日。

### 現時發展
1970年代後期嶺南在港的辦學開始活躍：
- 1970年 接替嶺南大學香港同學會，跟進申辦嶺南鍾榮光博士紀念中學事宜[6]
- 1978年 創辦嶺南鍾榮光博士紀念中學
- 1991年 創辦嶺南衡怡紀念中學
- 1991年 嶺南學院獲准開辦榮譽學士課程
- 1992年 創辦嶺南幼兒園及嶺南幼稚園
- 1994年 嶺南衡怡紀念中學獲重配永久校舍
- 1995年 嶺南學院搬入屯門新校舍；同年，嶺南衡怡紀念中學遷入永久校舍
- 1998年 嶺南學院得到自我評審資格；同年，嶺南中學獲批出新校舍重置
- 1999年 嶺南學院正名(復名)為大學；而嶺南中學亦於同年遷校
- 2001年 嶺南大學成立嶺南大學持續進修學院
- 2003年 嶺南大學成立嶺南大學社區學院，提供副學士課程

### 嶺南小學暨幼稚園／嶺南幼兒園搬遷事件
2011年6月18日，嶺南教育機構向嶺南小學暨幼稚園／嶺南幼兒園的家長宣佈，因仳鄰前嶺南書院舊址即將發展私人住宅有潛在危險，嶺南小學／幼稚園／幼兒園必須遷出東山台的現址，事件引起不少家長關注，並成立「前嶺南書院發展項目關注組」，嶺南教育機構考慮家長及社區需求後，已決定原址重建新校舍。

## 學校

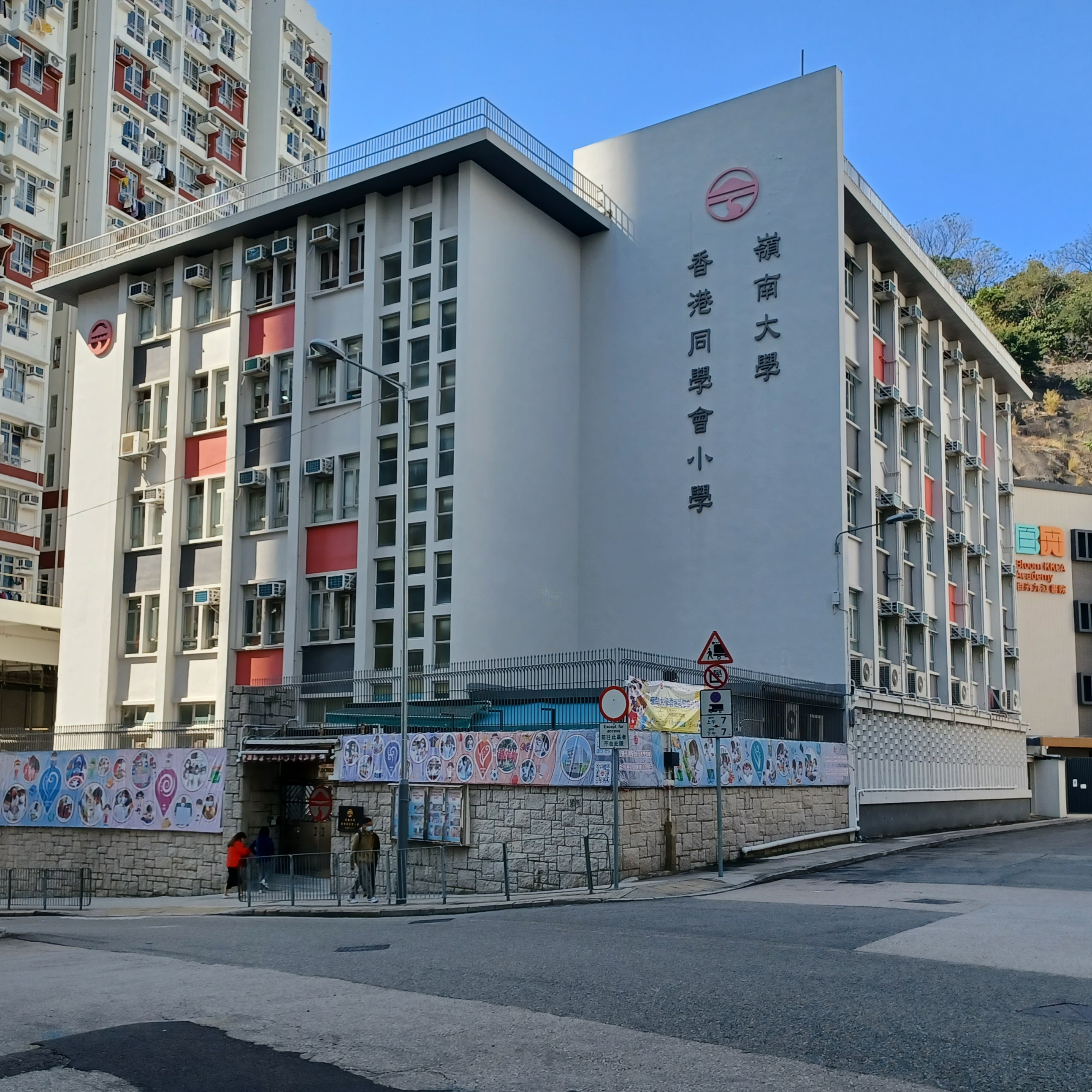
嶺南同學會小學

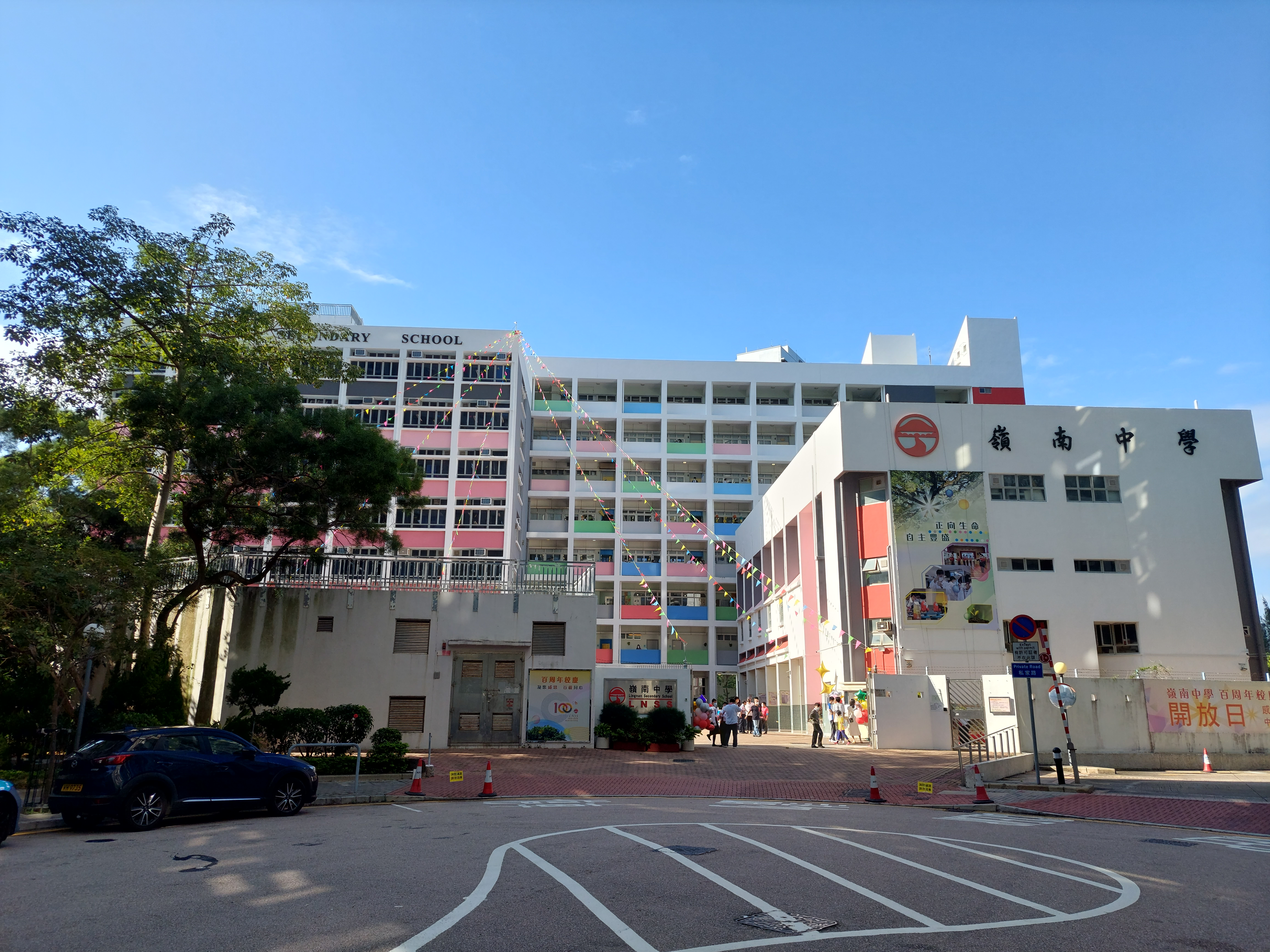
嶺南中學

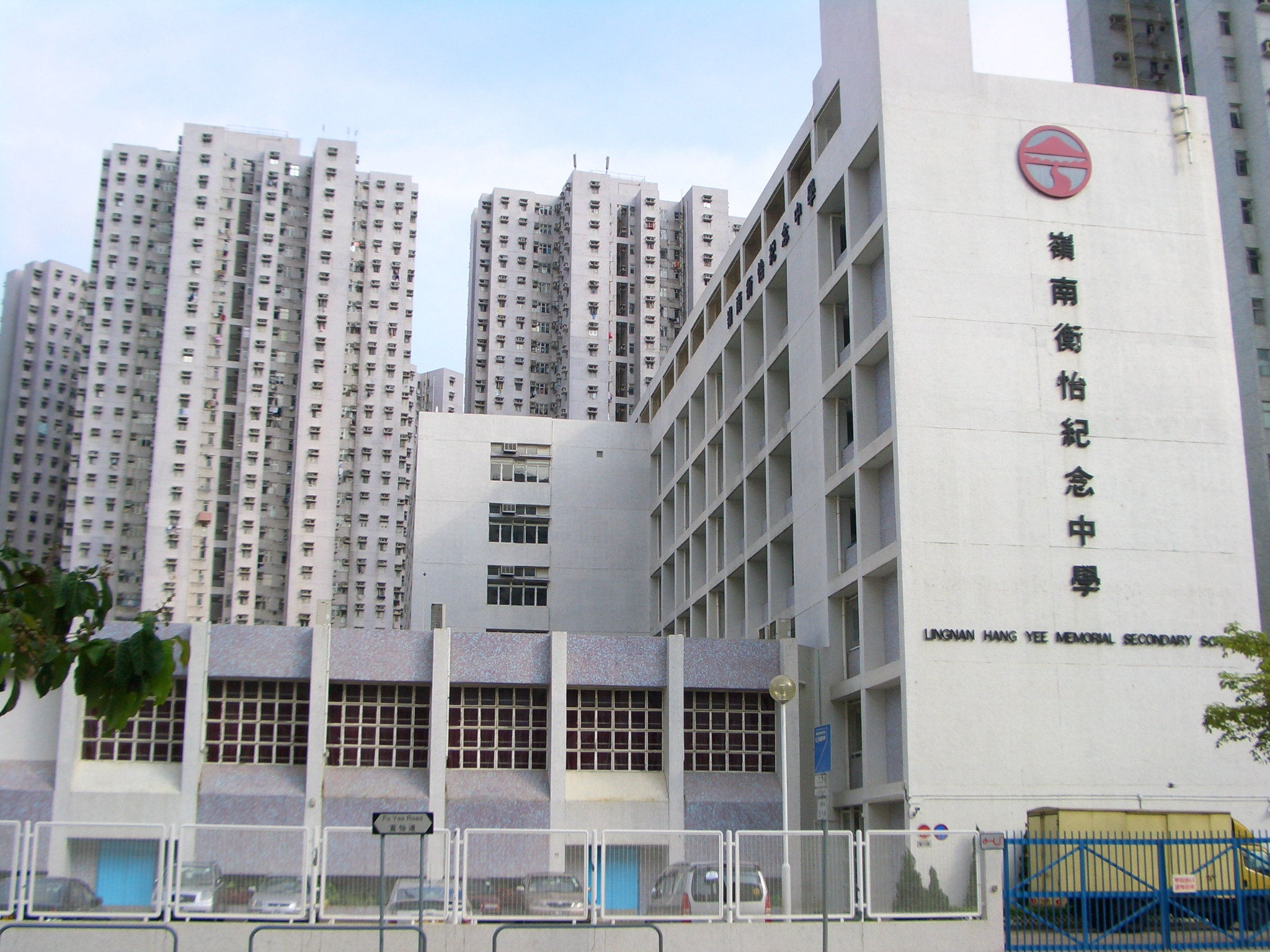
嶺南衡怡紀念中學

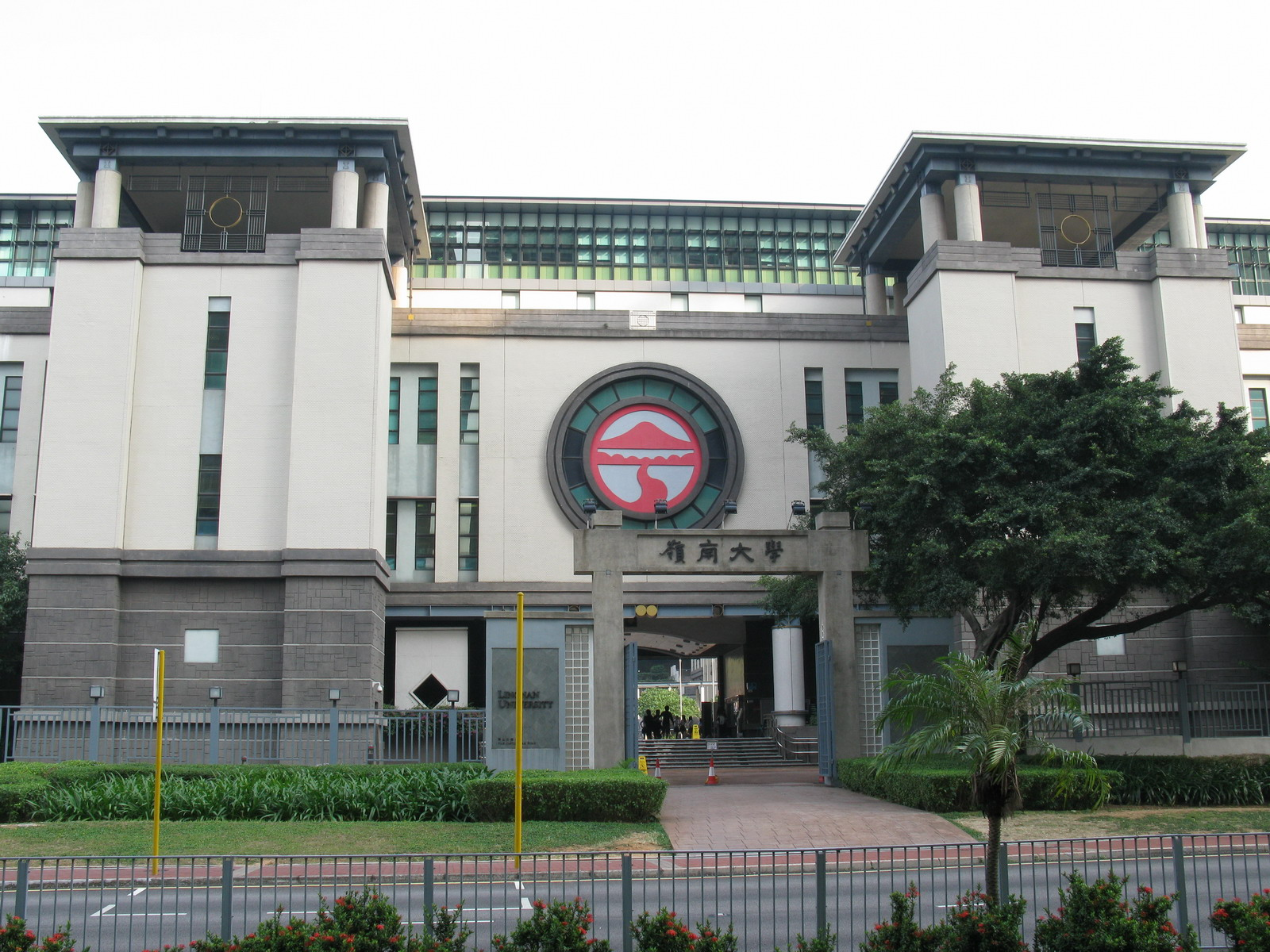
嶺南大學

現時嶺南教育機構共有1所幼兒園、1所幼稚園、2所小學、3所中學及1所教資會資助大學。

### 幼兒教育
- 嶺南幼兒園
- 嶺南幼稚園

### 小學教育
- 嶺南小學（2013年6月停辦）
- 嶺南同學會小學

### 中學教育
- 嶺南中學
- 嶺南鍾榮光博士紀念中學
- 嶺南衡怡紀念中學

### 大專教育
- 嶺南大學，雖然是法定大學，政府具有行政主導權，但嶺南教育機構在校董會仍佔有7個席位。
  - 嶺南大學社區學院，已停辦，原來師生併入嶺南大學持續進修學院
  - 嶺南大學持續進修學院

## 辦學宗旨
所有嶺南教育機構的學校都是秉承廣州嶺南大學的校訓：「弘基格致，服務社群」、「為神為國為嶺南」，以「基督精神」為本，發展全人教育。

## 校歌
所有嶺南教育機構的學校都是沿用廣州的嶺南大學的傳統校歌（原曲歌詞兩段，今只採用第一段歌詞），由Annie Lisle 作曲，葛理佩（Mrs. H.B. Garybill）填詞（原文為英文），陳輯五譯寫中文歌詞。歌詞可參看此網頁.

## 外部連結
- 嶺南教育機構 （页面存档备份，存于）
- 嶺南幼兒園 （页面存档备份，存于）
- 嶺南幼稚園 （页面存档备份，存于）
- 嶺南小學 （页面存档备份，存于）
- 嶺南同學會小學 （页面存档备份，存于）
- 嶺南中學 （页面存档备份，存于）
- 嶺南鍾榮光博士紀念中學
- 嶺南衡怡紀念中學 （页面存档备份，存于）
- 嶺南大學 （页面存档备份，存于）